# تور جهانی ام‌دی‌ان‌ای
«تور جهانی ام‌دی‌ان‌ای» آلبومی از مدونا است که در ۶ سپتامبر ۲۰۱۳ منتشر شد.